# E604号線
E604号線 (E604ごうせん、英: European route E604) はフランスにあり、トゥール – ヴィエルゾンを結ぶ、欧州自動車道路のBクラス幹線道路。
- フランス
  - E05号線,E60号線,E502号線 – トゥール
  - E09号線,E11号線 – ヴィエルゾン